# Nova Granada (São Paulo)
Nova Granada é um município brasileiro do estado de São Paulo. Sua população é de 19.419 habitantes (IBGE/2022). O município é formado pela sede e pelos distritos de Ingás, Mangaratu e Onda Branca. A cidade faz parte da região metropolitana de São José do Rio Preto.

## História
O município originou-se de um pequeno povoado, Vila Bela, fundado em 4 de abril de 1911, pelo cidadão Francisco dos Santos. As primeiras casas concentravam-se no entorno do Largo de São Benedito, santo este que é o padroeiro do município. Ainda hoje, este lugar conserva uma charmosa capela que é um dos pontos turísticos da cidade. Em 1917, Vila Bela mudou o nome para Pitangueiras, devida a sua elevação de categoria de Distrito Policial, e incorporada como distrito de Rio Preto.
Em 19 de dezembro de 1925 o distrito foi elevado a município com o nome atual, que se preserva até hoje.

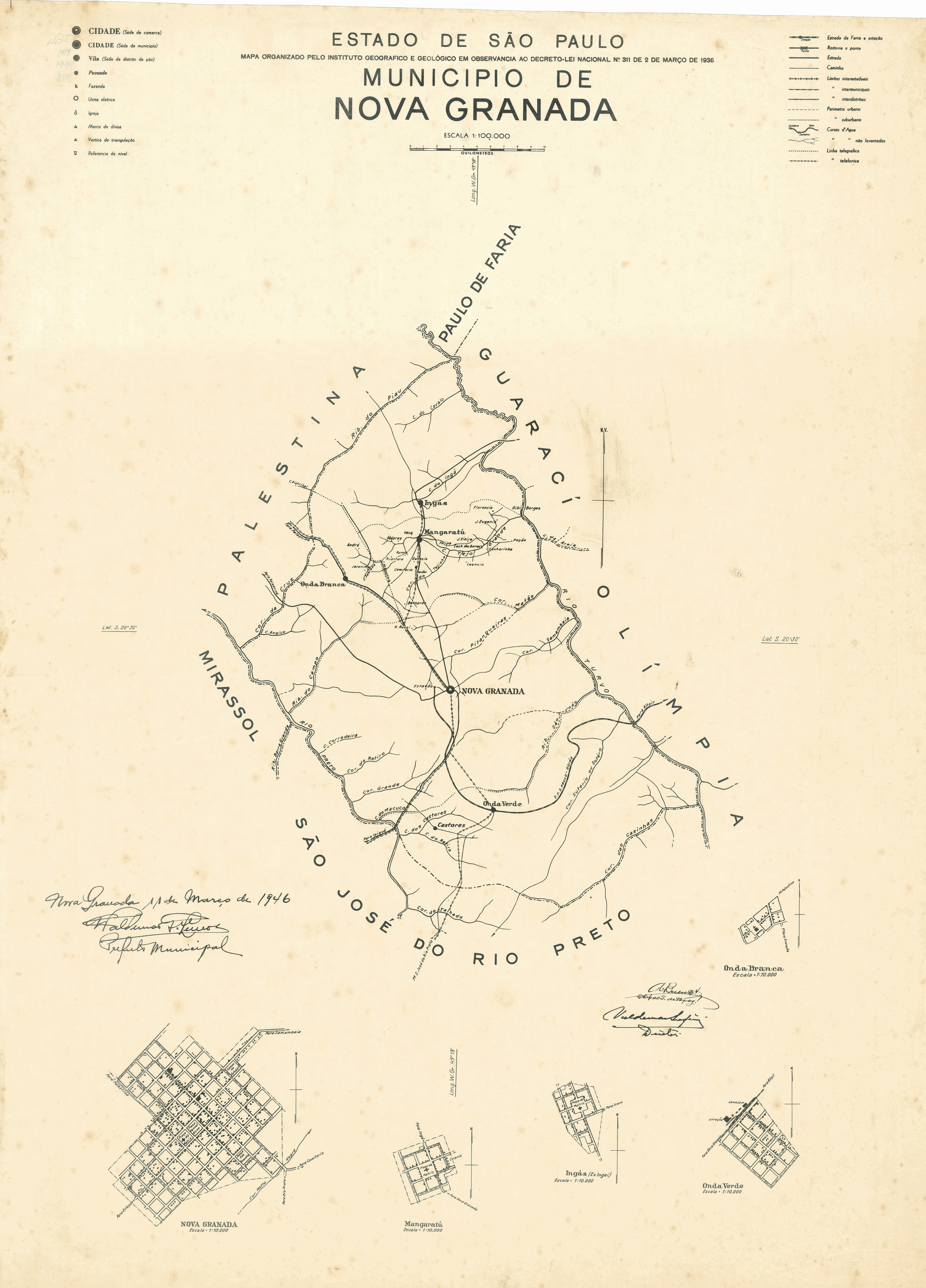
Mapa de Nova Granada (1944).

## Geografia
Localiza-se a uma latitude 20º32'02" sul e a uma longitude 49º18'51" oeste, no extremo norte do estado, estando a uma altitude de 542 metros. Possui uma área de 531,9 km².
Nova Granada está a 475 quilômetros da capital estadual, São Paulo, e a cerca de 35 quilômetros do Rio Grande, na divisa com Minas Gerais.

### Rodovias
- SP-423 - Rodovia Luiz Delbem
- BR-153 - Rodovia Transbrasiliana

### Hidrografia
- Rio Preto
- Rio da Cachoeirinha

### Bioma
- Cerrado e Mata Atlântica [12]

## Demografia

### População
| Crescimento populacional                             | Crescimento populacional | Crescimento populacional | Crescimento populacional |
| Ano                                                  | População Total          |                          | %±                       |
| ---------------------------------------------------- | ------------------------ | ------------------------ | ------------------------ |
| 1929                                                 | 17 120                   |                          | —                        |
| 1934                                                 | 32 837                   |                          | 91,8%                    |
| 1937                                                 | 22 857                   |                          | −30,4%                   |
| 1940                                                 | 25 569                   |                          | 11,9%                    |
| 1946                                                 | 22 626                   |                          | −11,5%                   |
| 1950                                                 | 17 025                   |                          | −24,8%                   |
| 1958                                                 | 12 028                   |                          | −29,4%                   |
| 1960                                                 | 15 910                   |                          | 32,3%                    |
| 1970                                                 | 12 032                   |                          | −24,4%                   |
| 1980                                                 | 11 440                   |                          | −4,9%                    |
| 1991                                                 | 14 895                   |                          | 30,2%                    |
| 2000                                                 | 17 020                   |                          | 14,3%                    |
| 2010                                                 | 19 180                   |                          | 12,7%                    |
| 2022                                                 | 19 419                   |                          | 1,2%                     |
| Est. 2024                                            | 19 725                   | [ 13 ]                   | 1,6%                     |
| Fontes: Censos Demográficos IBGE e Estimativas SEADE |                          |                          |                          |

### Dados demográficos
Dados do Censo - 2010
População total: 19 180
- Urbana: 17.775
- Rural: 1.405
- Homens: 9.659[17]
- Mulheres: 9.521

Densidade demográfica (hab./km²): 36,06
Taxa de alfabetização: 93,1%
Dados do Censo - 2000
Mortalidade infantil até 1 ano (por mil): 10,06
Expectativa de vida (anos): 74,67
Taxa de fecundidade (filhos por mulher): 2,45
Índice de Desenvolvimento Humano (IDH-M): 0,790
- IDH-M Renda: 0,696
- IDH-M Longevidade: 0,828
- IDH-M Educação: 0,847

(Fonte: IPEADATA)

## Economia
O Setor terciário é o mais relevante da economia de Nova Granada, com 65,5% do PIB. A Indústria corresponde a 26,1%. A Agropecuária é 8,2% do PIB.

## Infraestrutura

### Comunicações
O sistema de telefones automáticos foi inaugurado na cidade em 1981 pela Telecomunicações de São Paulo (TELESP), que também implantou o sistema de discagem direta à distância (DDD) em 1981 com o código de área (0172). Anteriormente a cidade era atendida pela Cia. Telefônica Rio Preto, empresa administrada pela Companhia Telefônica Brasileira (CTB).
Na década de 90 o código DDD da cidade foi alterado para (017), para padronização do sistema telefônico com a telefonia celular que estava sendo implantada em todo o estado.

## Religião
O Cristianismo se faz presente na cidade da seguinte forma:

### Igreja Católica
- A igreja faz parte da Diocese de São José do Rio Preto.[26]

### Igrejas Evangélicas
- Assembleia de Deus Ministério do Belém.[27][28]
- Congregação Cristã no Brasil.[29]